# شهرستان فیودوروفسکی (باشقیرستان)
شهرستان فیودوروفسکی (به لاتین: Fyodorovsky District) یک شهرستان در روسیه است که در باشقیرستان واقع شده‌است.